# سیارک ۲۰۷۷۸
سیارک ۲۰۷۷۸ (به انگلیسی: 20778 Wangchaohao، نامگذاری:2000RD11) بیست هزار و هفتصد و هفتاد و هشتمین سیارک کشف شده‌است که در ۱ سپتامبر ۲۰۰۰ کشف شد.
قدر مطلق سیارک برابر ۸.۹ است.